# XII Państwowe Liceum i Gimnazjum im. Stanisława Szczepanowskiego we Lwowie
XII Państwowe Liceum i Gimnazjum im. Stanisława Szczepanowskiego we Lwowie – polska szkoła z siedzibą we Lwowie w okresie II Rzeczypospolitej, od 1938 o statusie gimnazjum i liceum ogólnokształcącego.

## Historia
Pierwotnie w okresie zaboru austriackiego została założona C. K. II Szkoła Realna we Lwowie (późniejsze XI Państwowe Gimnazjum im. Jana i Andrzeja Śniadeckich we Lwowie).
Po odzyskaniu przez Polskę niepodległości do 1923 istniały przy ul. Szeptyckich 16 i Szumlańskich 7 oddziały równolegle II Szkoły Realnej, pozostające pod dyrekcją tej szkoły, mieszczącą się przy ul. Szymonowiczów. Od 1 stycznia 1923 kierownikiem tych oddziałów był dr Bazyli Kalicun-Chodowicki. 9 czerwca 1925 te oddziały zostały przekształcone w samoistne XII Państwowe Gimnazjum w typie matematyczno-przyrodniczym. Na przełomie lutego i marca 1926 na wniosek rady pedagogicznej szkoły Ministerstwo Wyznań Religijnych i Oświecenia Publicznego nadało szkole nazwę „Państw. gimnazjum XII. we Lwowie im. Stan. Szczepanowskiego we Lwowie”. W tymże roku w szkole prowadzono osiem klas w ośmiu oddziałach, w których uczyło się 284 uczniów wyłącznie płci męskiej. W roku szkolnym 1928/1929 szkoła działała w dwóch budynkach przy ul. Szumlańskich 7 i Szeptyckich 16.
Zarządzeniem Ministra Wyznań Religijnych i Oświecenia Publicznego Wojciecha Świętosławskiego z 23 lutego 1937 „XII Państwowe Gimnazjum im. Stanisława Szczepanowskiego we Lwowie” zostało przekształcone w „XII Państwowe Liceum i Gimnazjum im. Stanisława Szczepanowskiego we Lwowie” (państwową szkołę średnią ogólnokształcącą, złożoną z czteroletniego gimnazjum i dwuletniego liceum), a po wejściu w życie tzw. reformy jędrzejewiczowskiej szkoła miała charakter męski, a wydział liceum ogólnokształcącego był prowadzony w typie humanistycznym łączonym z matematyczno-fizycznym. 
Do 1939 szkoła mieściła się pod adresem ulicy Szumlańskich 7 (obecna ulica Sieczenowa).

## Dyrektorzy
- dr Bazyli Kalicun-Chodowicki (1 I 1923–1925, jako kierownik)[6]
- Piotr Urban (do 1 XII 1925, jako z-ca dyr., kierownik)
- dr Wiktor Osiecki (kier. od 22 VIII 1915, dyr. od 1 XIII 1925)[1][7]

## Nauczyciele
- Jan Bryk (do 1925)
- Ihilii Ghelb (1925-1935)
- Eugeniusz Kucharski
- Marian Tyrowicz (od 1932)
- Zdzisław Żygulski